# حزب سوسیالیست محبوب (کوبا)
حزب محبوب سوسیالیست PSP (به اسپانیایی: Partido Socialista Popular‎) یک حزب کمونیست در کوبا بود. نام اصلی حزب کمونیست کوبا (به اسپانیایی: Partido Comunista de Cuba‎)، این گروه در سال ۱۹۲۵ توسط گروهی شامل بلاس روکا، آنیبال اسکالانته، فابیو گروبارت، آلفونسو برنال دل ریسگو و خولیو آنتونیو ملا  که تا زمان ترور در مکزیک در سال ۱۹۲۹ به عنوان رهبر آن فعالیت می‌کرد تشکیل شد. نام نخست آن " اتحادیه انقلابی کمونیست " بود که تغییر نام یافت. پس از پیروزی‌های انتخاباتی این حزب در انتخابات ۱۹۴۴، رو به زوال رفت و سرانجام به دلایل انتخاباتی نام "حزب محبوب سوسیالیست" را به خود گرفت.
در انتخابات عمومی ۱۹۴۴ اتحادی با «حزب ارتدوکس» تشکیل داد، اما با اتحاد «اتنیکو-جمهوری‌خواهان» شکست خورد و تنها چهار کرسی مجلس نمایندگان را بدست آورد. آنها در ادامه به پنج کرسی در انتخابات دوره‌ایی ۱۹۴۶ دست یافتند.
این حزب در ابتدا نسبت به فیدل کاسترو انتقاد داشت. در سال ۱۹۶۱ این حزب به سازمان‌های انقلابی یکپارچه (ORI) پیوست، که پیش از این حزب کمونیست فعلی کوبا بود.